# Maurizio Vitali
Maurizio Vitali   (Savignano sul Rubicone, 17 de març de 1957) és un antic pilot de motociclisme italià. Va córrer principalment amb la MBA en 125cc i la Garelli en 250cc, competint en un total de 125 curses en què obtingué 2 victòries en la categoria dels 125cc, la primera el 1983 al Gran Premi de San Marino i la segona al mateix Gran Premi el 1984.

## Biografia
Després de començar a córrer de manera privada als 19 anys el 1976 i guanyar el trofeu monomarca Aspes Yuma el 1978, participà en el campionat d'Itàlia de velocitat guanyant el títol quatre vegades entre 1983 i 1991.
Ja el 1979 va debutar en el Mundial i va conquistar el primer podi al Gran Premi de Finlàndia de 1981 en la categoria de 125cc. També va competir en 250cc, tot i que no amb els mateixos bons resultats que al vuitè de litre. Les seves últimes aparicions al mundial es remunten al 1993. Aquell any es va retirar, tot que va seguir vinculat al món del motociclisme com un dels responsables de l'AGV Racing Service integrat dins l'estructura de Dainese per a la recerca i desenvolupament en MotoGP.